# Tour de Luxemburgo 2019
La 79.ª edición del Tour de Luxemburgo fue una carrera de ciclismo en ruta por etapas que se celebró entre el 5 y el 9 de junio de 2019 en Luxemburgo, con inicio y final en la ciudad de Luxemburgo sobre un recorrido de 716,7 kilómetros.
La prueba perteneció al UCI Europe Tour 2019 dentro de la categoría 2.HC (máxima categoría de estos circuitos). El vencedor final fue el español Jesús Herrada del Cofidis, Solutions Crédits seguido del neerlandés Maurits Lammertink del Roompot-Charles y el italiano Andrea Pasqualon del Wanty-Gobert.

## Equipos participantes
Tomaron parte en la carrera 17 equipos: 13 de categoría Profesional Continental; 3 de categoría Continental y la selección nacional de Luxemburgo. Formando así un pelotón de 116 ciclistas de los que acabaron 90. Los equipos participantes fueron:
| Equipos continentales profesionales (13)- Cofidis, Solutions Crédits - Wanty-Groupe Gobert - Euskadi Basque Country-Murias - Total Direct Énergie - Sport Vlaanderen-Baloise - Delko-Marseille Provence - Wallonie Bruxelles - Roompot-Charles - Bardiani CSF - Corendon-Circus - Rally UHC Cycling - Riwal Readynez - W52-FC Porto Equipos continentales (3)- Leopard - Differdange-GeBa - Lotto-Kern-Haus Equipo nacional- Luxemburgo |
| |

## Recorrido
El Tour de Luxemburgo dispuso de cinco etapas para un recorrido total de 716,7 kilómetros, dividido en un prólogo, tres etapas de media montaña, y una etapa llana.
| Etapa     | Fecha    | Recorrido                    | type                   | Distancia (km) | Ganador            | Líder              |
| --------- | -------- | ---------------------------- | ---------------------- | -------------- | ------------------ | ------------------ |
| Prólogo   | 5 de jun | Luxemburgo – Luxemburgo      | prólogo                | 2,1            | Christophe Laporte | Christophe Laporte |
| 1.ª etapa | 6 de jun | Luxemburgo – Bascharage      | etapa escarpada        | 191,3          | Christophe Laporte | Christophe Laporte |
| 2.ª etapa | 7 de jun | Steinfort – Rouspert         | etapa escarpada        | 168,6          | Pieter Weening     | Christophe Laporte |
| 3.ª etapa | 8 de jun | Mondorf-les-Bains – Diekirch | etapa de media montaña | 178,7          | Jesús Herrada      | Jesús Herrada      |
| 4.ª etapa | 9 de jun | Mersch – Luxemburgo          | etapa escarpada        | 176            | Jesús Herrada      | Jesús Herrada      |

### Prólogo
| Luxemburgo - Luxemburgo | prólogo | (2,1 km) |

| \| Clasificación de la etapa \| Clasificación de la etapa \| Clasificación de la etapa \| Clasificación de la etapa \| Clasificación de la etapa \| \| Ciclista \| Ciclista \| Equipo \| Tiempo \| \| \| ------------------------- \| ------------------------- \| -------------------------- \| ------------------------- \| ------------------------- \| \| 1.º \| Christophe Laporte \| Cofidis, Solutions Crédits \| 3 min 13 s \| \| \| 2.º \| Marcel Meisen \| Corendon-Circus \| + 1 s \| \| \| 3.º \| Piet Allegaert \| Sport Vlaanderen-Baloise \| + 1 s \| \| \| 4.º \| Damien Gaudin \| Total Direct Énergie \| + 3 s \| \| \| 5.º \| Aimé De Gendt \| Wanty-Gobert \| + 3 s \| \| \| 6.º \| Alexander Krieger \| Leopard Pro Cycling \| + 3 s \| \| \| 7.º \| Jonathan Hivert \| Total Direct Énergie \| + 5 s \| \| \| 8.º \| Kevin Geniets \| Luxemburgo \| + 6 s \| \| \| 9.º \| Anthony Perez \| Cofidis, Solutions Crédits \| + 6 s \| \| \| 10.º \| Benjamin Declercq \| Sport Vlaanderen-Baloise \| + 6 s \| \| |                    |                            |            |
| |                    |                            |            |
| Fuente: ProCyclingStats |                    |                            |            |
| Clasificación de la etapa |                    |                            |            |
| Ciclista | Ciclista           | Equipo                     | Tiempo     |
| 1.º | Christophe Laporte | Cofidis, Solutions Crédits | 3 min 13 s |
| 2.º | Marcel Meisen      | Corendon-Circus            | + 1 s      |
| 3.º | Piet Allegaert     | Sport Vlaanderen-Baloise   | + 1 s      |
| 4.º | Damien Gaudin      | Total Direct Énergie       | + 3 s      |
| 5.º | Aimé De Gendt      | Wanty-Gobert               | + 3 s      |
| 6.º | Alexander Krieger  | Leopard Pro Cycling        | + 3 s      |
| 7.º | Jonathan Hivert    | Total Direct Énergie       | + 5 s      |
| 8.º | Kevin Geniets      | Luxemburgo                 | + 6 s      |
| 9.º | Anthony Perez      | Cofidis, Solutions Crédits | + 6 s      |
| 10.º | Benjamin Declercq  | Sport Vlaanderen-Baloise   | + 6 s      |

| \| Clasificación general \| Clasificación general \| Clasificación general \| Clasificación general \| Clasificación general \| \| Ciclista \| Ciclista \| Equipo \| Tiempo \| \| \| --------------------- \| --------------------- \| -------------------------- \| --------------------- \| --------------------- \| \| 1.º \| Christophe Laporte \| Cofidis, Solutions Crédits \| 3 min 13 s \| \| \| 2.º \| Marcel Meisen \| Corendon-Circus \| + 1 s \| \| \| 3.º \| Piet Allegaert \| Sport Vlaanderen-Baloise \| + 1 s \| \| \| 4.º \| Damien Gaudin \| Total Direct Énergie \| + 3 s \| \| \| 5.º \| Aimé De Gendt \| Wanty-Gobert \| + 3 s \| \| \| 6.º \| Alexander Krieger \| Leopard Pro Cycling \| + 3 s \| \| \| 7.º \| Jonathan Hivert \| Total Direct Énergie \| + 5 s \| \| \| 8.º \| Kevin Geniets \| Luxemburgo \| + 6 s \| \| \| 9.º \| Anthony Perez \| Cofidis, Solutions Crédits \| + 6 s \| \| \| 10.º \| Benjamin Declercq \| Sport Vlaanderen-Baloise \| + 6 s \| \| |                    |                            |            |
| |                    |                            |            |
| Fuente: ProCyclingStats |                    |                            |            |
| Clasificación general |                    |                            |            |
| Ciclista | Ciclista           | Equipo                     | Tiempo     |
| 1.º | Christophe Laporte | Cofidis, Solutions Crédits | 3 min 13 s |
| 2.º | Marcel Meisen      | Corendon-Circus            | + 1 s      |
| 3.º | Piet Allegaert     | Sport Vlaanderen-Baloise   | + 1 s      |
| 4.º | Damien Gaudin      | Total Direct Énergie       | + 3 s      |
| 5.º | Aimé De Gendt      | Wanty-Gobert               | + 3 s      |
| 6.º | Alexander Krieger  | Leopard Pro Cycling        | + 3 s      |
| 7.º | Jonathan Hivert    | Total Direct Énergie       | + 5 s      |
| 8.º | Kevin Geniets      | Luxemburgo                 | + 6 s      |
| 9.º | Anthony Perez      | Cofidis, Solutions Crédits | + 6 s      |
| 10.º | Benjamin Declercq  | Sport Vlaanderen-Baloise   | + 6 s      |

### 1.ª etapa
| Luxemburgo - Bascharage | etapa escarpada | (191,3 km) |

| \| Clasificación de la etapa \| Clasificación de la etapa \| Clasificación de la etapa \| Clasificación de la etapa \| Clasificación de la etapa \| \| Ciclista \| Ciclista \| Equipo \| Tiempo \| \| \| ------------------------- \| ------------------------- \| -------------------------- \| ------------------------- \| ------------------------- \| \| 1.º \| Christophe Laporte \| Cofidis, Solutions Crédits \| 4 h 48 min 31 s \| \| \| 2.º \| Justin Jules \| Wallonie Bruxelles \| + 0 s \| \| \| 3.º \| Eduard-Michael Grosu \| Delko Marseille Provence \| + 0 s \| \| \| 4.º \| Adrien Petit \| Total Direct Énergie \| + 0 s \| \| \| 5.º \| Kenneth Van Rooy \| Sport Vlaanderen-Baloise \| + 0 s \| \| \| 6.º \| Sjoerd van Ginneken \| Roompot-Charles \| + 0 s \| \| \| 7.º \| Loïc Vliegen \| Wanty-Gobert \| + 0 s \| \| \| 8.º \| Aksel Nõmmela \| Wallonie Bruxelles \| + 0 s \| \| \| 9.º \| Andrea Pasqualon \| Wanty-Gobert \| + 0 s \| \| \| 10.º \| Edward Planckaert \| Sport Vlaanderen-Baloise \| + 0 s \| \| |                      |                            |                 |
| |                      |                            |                 |
| Fuente: ProCyclingStats |                      |                            |                 |
| Clasificación de la etapa |                      |                            |                 |
| Ciclista | Ciclista             | Equipo                     | Tiempo          |
| 1.º | Christophe Laporte   | Cofidis, Solutions Crédits | 4 h 48 min 31 s |
| 2.º | Justin Jules         | Wallonie Bruxelles         | + 0 s           |
| 3.º | Eduard-Michael Grosu | Delko Marseille Provence   | + 0 s           |
| 4.º | Adrien Petit         | Total Direct Énergie       | + 0 s           |
| 5.º | Kenneth Van Rooy     | Sport Vlaanderen-Baloise   | + 0 s           |
| 6.º | Sjoerd van Ginneken  | Roompot-Charles            | + 0 s           |
| 7.º | Loïc Vliegen         | Wanty-Gobert               | + 0 s           |
| 8.º | Aksel Nõmmela        | Wallonie Bruxelles         | + 0 s           |
| 9.º | Andrea Pasqualon     | Wanty-Gobert               | + 0 s           |
| 10.º | Edward Planckaert    | Sport Vlaanderen-Baloise   | + 0 s           |

| \| Clasificación general \| Clasificación general \| Clasificación general \| Clasificación general \| Clasificación general \| \| Ciclista \| Ciclista \| Equipo \| Tiempo \| \| \| --------------------- \| --------------------- \| -------------------------- \| --------------------- \| --------------------- \| \| 1.º \| Christophe Laporte \| Cofidis, Solutions Crédits \| 4 h 51 min 34 s \| \| \| 2.º \| Marcel Meisen \| Corendon-Circus \| + 11 s \| \| \| 3.º \| Piet Allegaert \| Sport Vlaanderen-Baloise \| + 11 s \| \| \| 4.º \| Aimé De Gendt \| Wanty-Gobert \| + 13 s \| \| \| 5.º \| Alexander Krieger \| Leopard Pro Cycling \| + 13 s \| \| \| 6.º \| Anthony Perez \| Cofidis, Solutions Crédits \| + 15 s \| \| \| 7.º \| Jonathan Hivert \| Total Direct Énergie \| + 15 s \| \| \| 8.º \| Kevin Geniets \| Luxemburgo \| + 16 s \| \| \| 9.º \| Benjamin Declercq \| Sport Vlaanderen-Baloise \| + 16 s \| \| \| 10.º \| Jesús Herrada \| Cofidis, Solutions Crédits \| + 17 s \| \| |                    |                            |                 |
| |                    |                            |                 |
| Fuente: ProCyclingStats |                    |                            |                 |
| Clasificación general |                    |                            |                 |
| Ciclista | Ciclista           | Equipo                     | Tiempo          |
| 1.º | Christophe Laporte | Cofidis, Solutions Crédits | 4 h 51 min 34 s |
| 2.º | Marcel Meisen      | Corendon-Circus            | + 11 s          |
| 3.º | Piet Allegaert     | Sport Vlaanderen-Baloise   | + 11 s          |
| 4.º | Aimé De Gendt      | Wanty-Gobert               | + 13 s          |
| 5.º | Alexander Krieger  | Leopard Pro Cycling        | + 13 s          |
| 6.º | Anthony Perez      | Cofidis, Solutions Crédits | + 15 s          |
| 7.º | Jonathan Hivert    | Total Direct Énergie       | + 15 s          |
| 8.º | Kevin Geniets      | Luxemburgo                 | + 16 s          |
| 9.º | Benjamin Declercq  | Sport Vlaanderen-Baloise   | + 16 s          |
| 10.º | Jesús Herrada      | Cofidis, Solutions Crédits | + 17 s          |

### 2.ª etapa
| Steinfort - Rouspert | etapa escarpada | (168,6 km) |

| \| Clasificación de la etapa \| Clasificación de la etapa \| Clasificación de la etapa \| Clasificación de la etapa \| Clasificación de la etapa \| \| Ciclista \| Ciclista \| Equipo \| Tiempo \| \| \| ------------------------- \| ------------------------- \| -------------------------- \| ------------------------- \| ------------------------- \| \| 1.º \| Pieter Weening \| Roompot-Charles \| 4 h 00 min 23 s \| \| \| 2.º \| Eduard-Michael Grosu \| Delko Marseille Provence \| + 2 s \| \| \| 3.º \| Andrea Pasqualon \| Wanty-Gobert \| + 2 s \| \| \| 4.º \| Baptiste Planckaert \| Wallonie Bruxelles \| + 2 s \| \| \| 5.º \| Vincenzo Albanese \| Bardiani CSF \| + 2 s \| \| \| 6.º \| Nicolai Brøchner \| Riwal Readynez \| + 2 s \| \| \| 7.º \| Alexander Krieger \| Leopard Pro Cycling \| + 2 s \| \| \| 8.º \| Joaquim Silva \| W52-FC Porto \| + 2 s \| \| \| 9.º \| Christophe Laporte \| Cofidis, Solutions Crédits \| + 2 s \| \| \| 10.º \| Pit Leyder \| Leopard Pro Cycling \| + 2 s \| \| |                      |                            |                 |
| |                      |                            |                 |
| Fuente: ProCyclingStats |                      |                            |                 |
| Clasificación de la etapa |                      |                            |                 |
| Ciclista | Ciclista             | Equipo                     | Tiempo          |
| 1.º | Pieter Weening       | Roompot-Charles            | 4 h 00 min 23 s |
| 2.º | Eduard-Michael Grosu | Delko Marseille Provence   | + 2 s           |
| 3.º | Andrea Pasqualon     | Wanty-Gobert               | + 2 s           |
| 4.º | Baptiste Planckaert  | Wallonie Bruxelles         | + 2 s           |
| 5.º | Vincenzo Albanese    | Bardiani CSF               | + 2 s           |
| 6.º | Nicolai Brøchner     | Riwal Readynez             | + 2 s           |
| 7.º | Alexander Krieger    | Leopard Pro Cycling        | + 2 s           |
| 8.º | Joaquim Silva        | W52-FC Porto               | + 2 s           |
| 9.º | Christophe Laporte   | Cofidis, Solutions Crédits | + 2 s           |
| 10.º | Pit Leyder           | Leopard Pro Cycling        | + 2 s           |

| \| Clasificación general \| Clasificación general \| Clasificación general \| Clasificación general \| Clasificación general \| \| Ciclista \| Ciclista \| Equipo \| Tiempo \| \| \| --------------------- \| --------------------- \| -------------------------- \| --------------------- \| --------------------- \| \| 1.º \| Christophe Laporte \| Cofidis, Solutions Crédits \| 8 h 51 min 59 s \| \| \| 2.º \| Marcel Meisen \| Corendon-Circus \| + 10 s \| \| \| 3.º \| Aimé De Gendt \| Wanty-Gobert \| + 10 s \| \| \| 4.º \| Piet Allegaert \| Sport Vlaanderen-Baloise \| + 11 s \| \| \| 5.º \| Alexander Krieger \| Leopard Pro Cycling \| + 13 s \| \| \| 6.º \| Andrea Pasqualon \| Wanty-Gobert \| + 14 s \| \| \| 7.º \| Anthony Perez \| Cofidis, Solutions Crédits \| + 15 s \| \| \| 8.º \| Jonathan Hivert \| Total Direct Énergie \| + 15 s \| \| \| 9.º \| Kevin Geniets \| Groupama-FDJ \| + 16 s \| \| \| 10.º \| Benjamin Declercq \| Sport Vlaanderen-Baloise \| + 16 s \| \| |                    |                            |                 |
| |                    |                            |                 |
| Fuente: ProCyclingStats |                    |                            |                 |
| Clasificación general |                    |                            |                 |
| Ciclista | Ciclista           | Equipo                     | Tiempo          |
| 1.º | Christophe Laporte | Cofidis, Solutions Crédits | 8 h 51 min 59 s |
| 2.º | Marcel Meisen      | Corendon-Circus            | + 10 s          |
| 3.º | Aimé De Gendt      | Wanty-Gobert               | + 10 s          |
| 4.º | Piet Allegaert     | Sport Vlaanderen-Baloise   | + 11 s          |
| 5.º | Alexander Krieger  | Leopard Pro Cycling        | + 13 s          |
| 6.º | Andrea Pasqualon   | Wanty-Gobert               | + 14 s          |
| 7.º | Anthony Perez      | Cofidis, Solutions Crédits | + 15 s          |
| 8.º | Jonathan Hivert    | Total Direct Énergie       | + 15 s          |
| 9.º | Kevin Geniets      | Groupama-FDJ               | + 16 s          |
| 10.º | Benjamin Declercq  | Sport Vlaanderen-Baloise   | + 16 s          |

### 3.ª etapa
| Mondorf-les-Bains - Diekirch | etapa de media montaña | (178,7 km) |

| \| Clasificación de la etapa \| Clasificación de la etapa \| Clasificación de la etapa \| Clasificación de la etapa \| Clasificación de la etapa \| \| Ciclista \| Ciclista \| Equipo \| Tiempo \| \| \| ------------------------- \| ------------------------- \| -------------------------- \| ------------------------- \| ------------------------- \| \| 1.º \| Jesús Herrada \| Cofidis, Solutions Crédits \| 4 h 30 min 47 s \| \| \| 2.º \| Maurits Lammertink \| Roompot-Charles \| + 3 s \| \| \| 3.º \| Anthony Turgis \| Total Direct Énergie \| + 7 s \| \| \| 4.º \| Julien El Fares \| Delko Marseille Provence \| + 10 s \| \| \| 5.º \| Baptiste Planckaert \| Wallonie Bruxelles \| + 13 s \| \| \| 6.º \| Rasmus Quaade \| Riwal Readynez \| + 13 s \| \| \| 7.º \| Szymon Rekita \| Leopard Pro Cycling \| + 13 s \| \| \| 8.º \| Pieter Weening \| Roompot-Charles \| + 13 s \| \| \| 9.º \| Jonas Rutsch \| Team Lotto-Kern Haus \| + 13 s \| \| \| 10.º \| Joaquim Silva \| W52-FC Porto \| + 13 s \| \| |                     |                            |                 |
| |                     |                            |                 |
| Fuente: ProCyclingStats |                     |                            |                 |
| Clasificación de la etapa |                     |                            |                 |
| Ciclista | Ciclista            | Equipo                     | Tiempo          |
| 1.º | Jesús Herrada       | Cofidis, Solutions Crédits | 4 h 30 min 47 s |
| 2.º | Maurits Lammertink  | Roompot-Charles            | + 3 s           |
| 3.º | Anthony Turgis      | Total Direct Énergie       | + 7 s           |
| 4.º | Julien El Fares     | Delko Marseille Provence   | + 10 s          |
| 5.º | Baptiste Planckaert | Wallonie Bruxelles         | + 13 s          |
| 6.º | Rasmus Quaade       | Riwal Readynez             | + 13 s          |
| 7.º | Szymon Rekita       | Leopard Pro Cycling        | + 13 s          |
| 8.º | Pieter Weening      | Roompot-Charles            | + 13 s          |
| 9.º | Jonas Rutsch        | Team Lotto-Kern Haus       | + 13 s          |
| 10.º | Joaquim Silva       | W52-FC Porto               | + 13 s          |

| \| Clasificación general \| Clasificación general \| Clasificación general \| Clasificación general \| Clasificación general \| \| Ciclista \| Ciclista \| Equipo \| Tiempo \| \| \| --------------------- \| --------------------- \| -------------------------- \| --------------------- \| --------------------- \| \| 1.º \| Jesús Herrada \| Cofidis, Solutions Crédits \| 13 h 22 min 53 s \| \| \| 2.º \| Maurits Lammertink \| Roompot-Charles \| + 9 s \| \| \| 3.º \| Anthony Turgis \| Total Direct Énergie \| + 18 s \| \| \| 4.º \| Pieter Weening \| Roompot-Charles \| + 23 s \| \| \| 5.º \| Andrea Pasqualon \| Wanty-Gobert \| + 24 s \| \| \| 6.º \| Szymon Rekita \| Leopard Pro Cycling \| + 25 s \| \| \| 7.º \| Baptiste Planckaert \| Wallonie Bruxelles \| + 28 s \| \| \| 8.º \| Jonas Rutsch \| Team Lotto-Kern Haus \| + 29 s \| \| \| 9.º \| Luca Wackermann \| Bardiani CSF \| + 35 s \| \| \| 10.º \| Julien El Fares \| Delko Marseille Provence \| + 36 s \| \| |                     |                            |                  |
| |                     |                            |                  |
| Fuente: ProCyclingStats |                     |                            |                  |
| Clasificación general |                     |                            |                  |
| Ciclista | Ciclista            | Equipo                     | Tiempo           |
| 1.º | Jesús Herrada       | Cofidis, Solutions Crédits | 13 h 22 min 53 s |
| 2.º | Maurits Lammertink  | Roompot-Charles            | + 9 s            |
| 3.º | Anthony Turgis      | Total Direct Énergie       | + 18 s           |
| 4.º | Pieter Weening      | Roompot-Charles            | + 23 s           |
| 5.º | Andrea Pasqualon    | Wanty-Gobert               | + 24 s           |
| 6.º | Szymon Rekita       | Leopard Pro Cycling        | + 25 s           |
| 7.º | Baptiste Planckaert | Wallonie Bruxelles         | + 28 s           |
| 8.º | Jonas Rutsch        | Team Lotto-Kern Haus       | + 29 s           |
| 9.º | Luca Wackermann     | Bardiani CSF               | + 35 s           |
| 10.º | Julien El Fares     | Delko Marseille Provence   | + 36 s           |

### 4.ª etapa
| Mersch - Luxemburgo | etapa escarpada | (176 km) |

| \| Clasificación de la etapa \| Clasificación de la etapa \| Clasificación de la etapa \| Clasificación de la etapa \| Clasificación de la etapa \| \| Ciclista \| Ciclista \| Equipo \| Tiempo \| \| \| ------------------------- \| ------------------------- \| -------------------------- \| ------------------------- \| ------------------------- \| \| 1.º \| Jesús Herrada \| Cofidis, Solutions Crédits \| 4 h 19 min 06 s \| \| \| 2.º \| Jonathan Hivert \| Total Direct Énergie \| + 2 s \| \| \| 3.º \| Pit Leyder \| Leopard Pro Cycling \| + 2 s \| \| \| 4.º \| Andrea Pasqualon \| Wanty-Gobert \| + 2 s \| \| \| 5.º \| Maurits Lammertink \| Roompot-Charles \| + 6 s \| \| \| 6.º \| Julien El Fares \| Delko Marseille Provence \| + 8 s \| \| \| 7.º \| Huub Duijn \| Roompot-Charles \| + 9 s \| \| \| 8.º \| Baptiste Planckaert \| Wallonie Bruxelles \| + 9 s \| \| \| 9.º \| Benjamin Declercq \| Sport Vlaanderen-Baloise \| + 9 s \| \| \| 10.º \| Anthony Turgis \| Total Direct Énergie \| + 9 s \| \| |                     |                            |                 |
| |                     |                            |                 |
| Fuente: ProCyclingStats |                     |                            |                 |
| Clasificación de la etapa |                     |                            |                 |
| Ciclista | Ciclista            | Equipo                     | Tiempo          |
| 1.º | Jesús Herrada       | Cofidis, Solutions Crédits | 4 h 19 min 06 s |
| 2.º | Jonathan Hivert     | Total Direct Énergie       | + 2 s           |
| 3.º | Pit Leyder          | Leopard Pro Cycling        | + 2 s           |
| 4.º | Andrea Pasqualon    | Wanty-Gobert               | + 2 s           |
| 5.º | Maurits Lammertink  | Roompot-Charles            | + 6 s           |
| 6.º | Julien El Fares     | Delko Marseille Provence   | + 8 s           |
| 7.º | Huub Duijn          | Roompot-Charles            | + 9 s           |
| 8.º | Baptiste Planckaert | Wallonie Bruxelles         | + 9 s           |
| 9.º | Benjamin Declercq   | Sport Vlaanderen-Baloise   | + 9 s           |
| 10.º | Anthony Turgis      | Total Direct Énergie       | + 9 s           |

## Clasificaciones finales
- Las clasificaciones finalizaron de la siguiente forma:[5]

### Clasificación general
| \| Clasificación general \| Clasificación general \| Clasificación general \| Clasificación general \| Clasificación general \| \| Ciclista \| Ciclista \| Equipo \| Tiempo \| \| \| --------------------- \| --------------------- \| -------------------------- \| --------------------- \| --------------------- \| \| 1.º \| Jesús Herrada \| Cofidis, Solutions Crédits \| 17 h 41 min 49 s \| \| \| 2.º \| Maurits Lammertink \| Roompot-Charles \| + 25 s \| \| \| 3.º \| Andrea Pasqualon \| Wanty-Gobert \| + 36 s \| \| \| 4.º \| Anthony Turgis \| Total Direct Énergie \| + 37 s \| \| \| 5.º \| Szymon Rekita \| Leopard Pro Cycling \| + 44 s \| \| \| 6.º \| Baptiste Planckaert \| Wallonie Bruxelles \| + 47 s \| \| \| 7.º \| Julien El Fares \| Delko Marseille Provence \| + 54 s \| \| \| 8.º \| Jonas Rutsch \| Team Lotto-Kern Haus \| + 54 s \| \| \| 9.º \| Luca Wackermann \| Bardiani CSF \| + 58 s \| \| \| 10.º \| Joaquim Silva \| W52-FC Porto \| + 59 s \| \| |                     |                            |                  |
| |                     |                            |                  |
| Fuente: ProCyclingStats |                     |                            |                  |
| Clasificación general |                     |                            |                  |
| Ciclista | Ciclista            | Equipo                     | Tiempo           |
| 1.º | Jesús Herrada       | Cofidis, Solutions Crédits | 17 h 41 min 49 s |
| 2.º | Maurits Lammertink  | Roompot-Charles            | + 25 s           |
| 3.º | Andrea Pasqualon    | Wanty-Gobert               | + 36 s           |
| 4.º | Anthony Turgis      | Total Direct Énergie       | + 37 s           |
| 5.º | Szymon Rekita       | Leopard Pro Cycling        | + 44 s           |
| 6.º | Baptiste Planckaert | Wallonie Bruxelles         | + 47 s           |
| 7.º | Julien El Fares     | Delko Marseille Provence   | + 54 s           |
| 8.º | Jonas Rutsch        | Team Lotto-Kern Haus       | + 54 s           |
| 9.º | Luca Wackermann     | Bardiani CSF               | + 58 s           |
| 10.º | Joaquim Silva       | W52-FC Porto               | + 59 s           |

### Clasificación de la montaña
| Clasificación de la montaña | Clasificación de la montaña | Clasificación de la montaña | Clasificación de la montaña | Clasificación de la montaña |
| Ciclista                    | Ciclista                    | Equipo                      | Puntos                      |                             |
| --------------------------- | --------------------------- | --------------------------- | --------------------------- | --------------------------- |
| 1.º                         | Robin Carpenter             | Rally UHC Cycling           | 36 pts                      |                             |
| 2.º                         | Alessandro Tonelli          | Bardiani CSF                | 17 pts                      |                             |
| 3.º                         | Delio Fernández             | Delko Marseille Provence    | 15 pts                      |                             |
| 4.º                         | Dries De Bondt              | Corendon-Circus             | 13 pts                      |                             |
| 5.º                         | Joaquim Silva               | W52-FC Porto                | 8 pts                       |                             |
| 6.º                         | Pieter Weening              | Roompot-Charles             | 8 pts                       |                             |
| 7.º                         | Mauro Finetto               | Delko Marseille Provence    | 7 pts                       |                             |
| 8.º                         | Loïc Vliegen                | Wanty-Gobert                | 6 pts                       |                             |
| 9.º                         | Szymon Rekita               | Leopard Pro Cycling         | 5 pts                       |                             |
| 10.º                        | Anthony Perez               | Cofidis, Solutions Crédits  | 5 pts                       |                             |

### Clasificación por puntos
| Clasificación por puntos | Clasificación por puntos | Clasificación por puntos   | Clasificación por puntos | Clasificación por puntos |
| Ciclista                 | Ciclista                 | Equipo                     | Puntos                   |                          |
| ------------------------ | ------------------------ | -------------------------- | ------------------------ | ------------------------ |
| 1.º                      | Jesús Herrada            | Cofidis, Solutions Crédits | 40 pts                   |                          |
| 2.º                      | Eduard-Michael Grosu     | Delko Marseille Provence   | 29 pts                   |                          |
| 3.º                      | Andrea Pasqualon         | Wanty-Gobert               | 26 pts                   |                          |
| 4.º                      | Maurits Lammertink       | Roompot-Charles            | 25 pts                   |                          |
| 5.º                      | Pieter Weening           | Roompot-Charles            | 23 pts                   |                          |
| 6.º                      | Baptiste Planckaert      | Wallonie Bruxelles         | 23 pts                   |                          |
| 7.º                      | Jonathan Hivert          | Total Direct Énergie       | 21 pts                   |                          |
| 8.º                      | Julien El Fares          | Delko Marseille Provence   | 18 pts                   |                          |
| 9.º                      | Marcel Meisen            | Corendon-Circus            | 16 pts                   |                          |
| 10.º                     | Anthony Turgis           | Total Direct Énergie       | 14 pts                   |                          |

### Clasificación de los jóvenes
| Clasificación del mejor joven | Clasificación del mejor joven | Clasificación del mejor joven | Clasificación del mejor joven | Clasificación del mejor joven |
| Ciclista                      | Ciclista                      | Equipo                        | Tiempo                        |                               |
| ----------------------------- | ----------------------------- | ----------------------------- | ----------------------------- | ----------------------------- |
| 1.º                           | Anthony Turgis                | Total Direct Énergie          | 17 h 42 min 26 s              |                               |
| 2.º                           | Szymon Rekita                 | Leopard Pro Cycling           | + 7 s                         |                               |
| 3.º                           | Jonas Rutsch                  | Team Lotto-Kern Haus          | + 17 s                        |                               |
| 4.º                           | Pit Leyder                    | Leopard Pro Cycling           | + 43 s                        |                               |
| 5.º                           | Kevin Geniets                 | Groupama-FDJ                  | + 57 s                        |                               |
| 6.º                           | Benjamin Declercq             | Sport Vlaanderen-Baloise      | + 57 s                        |                               |
| 7.º                           | Otto Vergaerde                | Corendon-Circus               | + 1 min 04 s                  |                               |
| 8.º                           | Rémy Rochas                   | Delko Marseille Provence      | + 1 min 10 s                  |                               |
| 9.º                           | Vincenzo Albanese             | Bardiani CSF                  | + 1 min 34 s                  |                               |
| 10.º                          | Piet Allegaert                | Sport Vlaanderen-Baloise      | + 1 min 42 s                  |                               |

### Clasificación por equipos
| Clasificación por equipos | Clasificación por equipos  | Clasificación por equipos | Clasificación por equipos |
| Equipo                    | Equipo                     | Tiempo                    |                           |
| ------------------------- | -------------------------- | ------------------------- | ------------------------- |
| 1.º                       | Roompot-Charles            | 53 h 08 min 45 s          |                           |
| 2.º                       | Delko-Marseille Provence   | + 47 s                    |                           |
| 3.º                       | Sport Vlaanderen-Baloise   | + 1 min 39 s              |                           |
| 4.º                       | Leopard                    | + 1 min 45 s              |                           |
| 5.º                       | Cofidis, Solutions Crédits | + 3 min 09 s              |                           |
| 6.º                       | Wallonie Bruxelles         | + 3 min 38 s              |                           |
| 7.º                       | Total Direct Énergie       | + 4 min 05 s              |                           |
| 8.º                       | Wanty-Groupe Gobert        | + 4 min 31 s              |                           |
| 9.º                       | Bardiani CSF               | + 5 min 23 s              |                           |
| 10.º                      | Corendon-Circus            | + 5 min 44 s              |                           |

## Evolución de las clasificaciones
| Etapa                   | Vencedor                | Clasificación general | Clasificación de la montaña | Clasificación por puntos | Clasificación de los jóvenes | Clasificación por equipos  |
| ----------------------- | ----------------------- | --------------------- | --------------------------- | ------------------------ | ---------------------------- | -------------------------- |
| Prólogo                 | Christophe Laporte      | Christophe Laporte    | no se entregó               | Christophe Laporte       | Piet Allegaert               | Cofidis, Solutions Crédits |
| 1.ª                     | Christophe Laporte      | Christophe Laporte    | Robin Carpenter             | Christophe Laporte       | Piet Allegaert               | Cofidis, Solutions Crédits |
| 2.ª                     | Pieter Weening          | Christophe Laporte    | Robin Carpenter             | Christophe Laporte       | Aimé De Gendt                | Cofidis, Solutions Crédits |
| 3.ª                     | Jesús Herrada           | Jesús Herrada         | Robin Carpenter             | Eduard-Michael Grosu     | Anthony Turgis               | Roompot-Charles            |
| 4.ª                     | Jesús Herrada           | Jesús Herrada         | Robin Carpenter             | Jesús Herrada            | Anthony Turgis               | Roompot-Charles            |
| Clasificaciones finales | Clasificaciones finales | Jesús Herrada         | Robin Carpenter             | Jesús Herrada            | Anthony Turgis               | Roompot-Charles            |

## UCI World Ranking
El Tour de Luxemburgo otorgó puntos para el UCI World Ranking para corredores de los equipos en las categorías UCI WorldTeam, Profesional Continental y Equipos Continentales. Las siguientes tablas son el baremo de puntuación y los 10 corredores que obtuvieron más puntos:
| Posición              | 1.º | 2.º | 3.º | 4.º | 5.º | 6.º | 7.º | 8.º | 9.º | 10.º | 11.º | 12.º | 13.º | 14.º | 15.º | 16.º-30.º | 31.º-40.º |
| Clasificación general | 200 | 150 | 125 | 100 | 85  | 70  | 60  | 50  | 40  | 35   | 30   | 25   | 20   | 15   | 10   | 5         | 3         |
| Por etapa             | 20  | 10  | 5   |     |     |     |     |     |     |      |      |      |      |      |      |           |           |
| Líder                 | 5   |     |     |     |     |     |     |     |     |      |      |      |      |      |      |           |           |

| Clasificación |                     |                            |         |       |       |       |
| Posición      | Ciclista            | Equipo                     | General | Etapa | Líder | Total |
| ------------- | ------------------- | -------------------------- | ------- | ----- | ----- | ----- |
| 1.º           | Jesús Herrada       | Cofidis, Solutions Crédits | 200     | 40    | 5     | 245   |
| 2.º           | Maurits Lammertink  | Roompot-Charles            | 150     | 10    | -     | 160   |
| 3.º           | Andrea Pasqualon    | Wanty-Gobert               | 125     | 5     | -     | 130   |
| 4.º           | Anthony Turgis      | Total Direct Énergie       | 100     | 5     | -     | 105   |
| 5.º           | Szymon Rekita       | Leopard                    | 85      | -     | -     | 85    |
| 6.º           | Baptiste Planckaert | Wallonie-Bruxelles         | 70      | -     | -     | 70    |
| 7.º           | Julien El Fares     | Delko Marseille Provence   | 60      | -     | -     | 60    |
| 8.º           | Christophe Laporte  | Cofidis, Solutions Crédits | -       | 40    | 15    | 55    |
| 9.º           | Jonas Rutsch        | Lotto-Kern Haus            | 50      | -     | -     | 50    |
| 10.º          | Pieter Weening      | Roompot-Charles            | 30      | 20    | -     | 50    |